# 黃中位
黃中位，字坤美，贵州贵阳人，清朝政治人物、進士出身。
嘉慶六年（1801年）清高宗九旬辛酉恩科進士，三甲十一名，后散館改知縣，由順寧府知府改東川府知府。